# PDCP
PDCP(Packet Data Convergence Protocol)는 UMTS내 무선 트래픽 스택의 계층 중 하나이며, IP 헤더 압축 및 압축 해지, 사용자 데이터의 전송, Radio Bearer에 대한 시퀀스 번호 유지를 수행한다.
압축 기술은 RFC 2507 또는 RFC 3095에 기반한다. RFC 1144에서 기술되는 몇 가지 정보도 사용되지만 현대 TCP/IP에서는 사용되지 않는다.
만일, PDCP가 압축 없음으로 구성될 경우, PDCP는 압축없이 IP 패킷을 전송한다. PDCP는 Radio Link Control (RLC)이라 불리는 하위 계층에서 제공하는 서비스를 사용한다.
PDCP 헤더는 두 개의 필드로 구성된다: PID, PDU TYPE.
- PDU Type 필드는 PDU가 데이터 PDU인지 Sequence Number PDU인지를 가리킨다.
- PID 필드는 사용되는 헤더 압축 프로토콜 타입, 패킷 타입, CID를 가리킨다.

## 참고 문헌
- ETSI TS 125 323 V5.0.0; Universal Mobile Telecommunications System (UMTS); Packet Data Convergence Protocol (PDCP) specification (3GPP TS 25.323 version 5.0.0 Release 5); Mar. 2002; pp. 1-21; XP-002259036.
- Wu, Chih-Hsiang , Method for determining triggering of a PDCP sequence number synchronization procedure, September 2007, US Patent 7266105, Innovative Sonic Limited